# László Mérő
Dans le nom hongrois Mérő László, le nom de famille précède le prénom, mais cet article utilise l’ordre habituel en français László Mérő, où le prénom précède le nom.
László Mérő ([laːslo: ˈme:rø:]), né le 11 décembre 1949 à Budapest, est un mathématicien, psychologue et développeur de jeux vidéo hongrois et professeur de l'Université Loránd Eötvös.

## Biographie
László Mérő est né à Budapest, le 11 décembre 1949.
En 1968 il entame des études de mathématiques à la Faculté des sciences  de l'Université Loránd Eötvös (ELTE). Il obtient une MSc en mathématiques en 1974.
Il rejoint l’Institut de recherche en sciences informatiques et en théorie de contrôle de l’ Académie hongroise des sciences. En 1980 il est chercheur scientifique habilité et candidat en sciences de l'ingénieur de l'Académie hongroise des sciences.
Il fait des recherches sur la reconnaissance des formes par algorithmes. Une de ses publications traite l’ algorithme de recherche heuristique .
Mérő est fasciné par l’intelligence artificielle. Entre 1984 et 2004 il est maître de conférences à l’Université Loránd Eötvös. Ses recherches portent sur la psychologie économique, le processus cognitif de la prise de décision, la mémétique, la psychophysique, la métalogique.
Il donne des cours sur divers sujets: l’homme et la réflexion, la psychologie économique, les stratégies de réflexion, les méthodes scientifiques, la théorie des jeux, la mémétique, la logique et l’intuition, la statistique mathématique, l’intelligence artificielle, la psychologie, la psychométrie.
Après avoir décroché une habilitation universitaire en psychologie en 2001, il est promu, en 2005,  professeur titulaire à l’ Institut de psychologie de l’Université Loránd Eötvös, et à partir de 2007 à l'Université Babeș-Bolyai de Transylvanie, Cluj-Napoca.
En 2009 il est devenu consultant senior de Darwin’s Marketing Evolution.

## Activités diverses
- Consultant senior de Darwin’s Marketing Evolution

## Prix et distinctions (décorations)
- 2019 : Premier prix du jury (Mondrian Blocks), "Nob Yoshigahara Puzzle Design Competition"[3]

## Sélection d'ouvrages[4],[5]
- Ways of Thinking : The Limits of Rational Thought and Artificial Intelligence, 1990.  (ISBN 981-02-0266-0)
- Moral Calculations : Game Theory, Logic and Human Frailty, 1998,  (ISBN 0-387-98419-4))
- Rubik’s Puzzles : The Ultimate Brain Teaser Book, 2000.  (ISBN 1-85868-790-X))
- Mérő, László. The Logic of Miracles, Yale University Press, New Haven, CT, 2018.
- Mérő, László. Les aléas de la raison : de la théorie des jeux à la psychologie, SEUIL, 2000.  (ISBN 2020339242)